# Manuel Morao

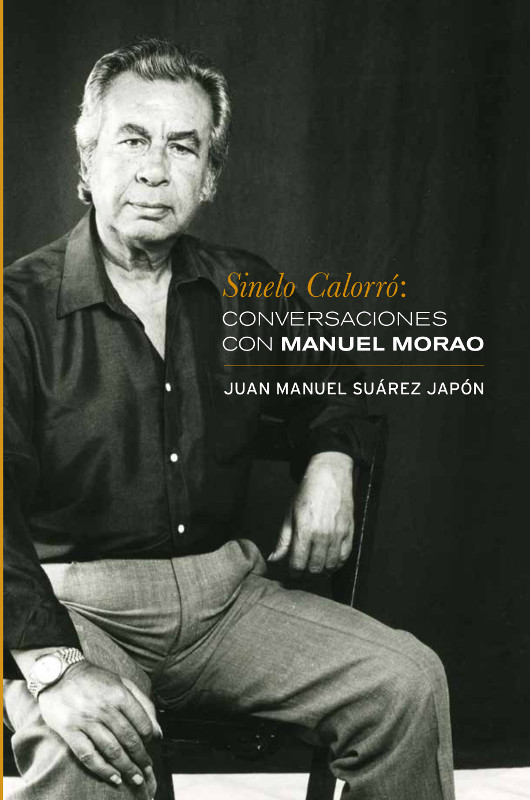
Manuel Morao

Manuel Moreno Jiménez (* 1929 in Jerez de la Frontera), bekannt unter seinem Künstlernamen Manuel Morao, ist ein spanischer Flamenco-Gitarrist.

## Leben
Die Familie von Manuel Morao ist eine jener Gitano-Familien im sozialen Gefüge von Jerez, die das musikalische Leben dort prägten. Der Vater war Sänger, die Mutter, die sich Maora nannte, tanzte. Sowohl in der mütterlichen als auch in der väterlichen Familie gab es nur wenige, die nicht sangen oder dem Tanz frönten. Manuel war der erste, der sich der Gitarre zuwandte; eigener Aussage zufolge aufgrund eines Zufalls. Als Junge von sechs Jahren sei er übermütig gewesen und habe sich die Arme gebrochen. Der Vater meinte, dass er zu schwach für die Feldarbeit sei – der übliche Broterwerb der Gitanos zu jener Zeit – und ob er nicht das Gitarrenspiel lernen wolle? Zunächst ohne große Begeisterung habe er, Manuel, auf der kleinen gebrauchten Gitarre gespielt, die der Vater ihm gekauft hatte. Nach einiger Zeit habe er sich die Rhythmen der Stücke angeeignet, die auf Festen im Freundeskreis gespielt wurden, und habe mit etwa sieben Jahren begonnen, so gut er konnte bei diesen Festen mitzuspielen.
Mit seiner wachsenden Freude an der Gitarre verbesserte sich Manuels Spiel. Die Familie bat Javier Molina, den Jungen zu hören. Molina fand, er habe Talent, und gab ihm Unterricht, bis er schließlich künstlerische Reife erlangte und seinen eigenen Stil suchte. Er habe sich, sagte Morao, unter anderem an Manuel Gómez Vélez, Ramón Montoya, Niño Ricardo und Melchor de Marchena orientiert.
Im Alter von 12 Jahren spielte er bereits mit Künstlern wie Pastora Pavón, Pastora Imperio und Antonio Mairena zusammen. Gemeinsam mit Manolo Caracol, Lola Flores und Concha Piquer ging er auf Reisen. In den 1950er Jahren wurde er erster Gitarrist am Nationalballett von Antonio Gades und bereiste mit diesem Tänzer die Welt.
1965 gewann er beim Wettbewerb von Córdoba den ersten Preis für Gitarrenbegleitung. 1969 zeichnete ihn die Cátedra de Flamencología de Jerez in mit dem nationalen Preis für Gitarrenspiel aus.
In den 1980er Jahren gründete er die Agentur Gitanos de Jerez zur Förderung von Nachwuchs-Künstlern. Von ihr profitierten Künstler wie La Macanita und Juan Moneo. Zahlreiche CDs von Gitano-Künstlern wurden produziert. 1985 und 1986 reiste er in die USA und trat unter anderem in der Carnegie Hall auf.
2001 erhielt er den Premio Compás del Cante der Stiftung Cruzcampo.
Heute gilt Manuel Morao als Patriarch des musikalischen Familienclans. Sein jüngerer Bruder Juan Moreno Jiménez (1935–2002) tat es ihm später gleich, ohne jedoch die künstlerische Perfektion des Älteren zu erreichen. Sein Neffe Moraíto Chico (1956–2011) und dessen Sohn Diego del Morao (* 1978) setzen bzw. setzten die Familientradition fort.

## Künstlerisches Schaffen
Charakteristisch für sein Gitarrenspiel, sagt Morao über sich selbst, sei seine Auffassung des Rhythmus, die sich von der Auffassung anderer unterscheide. Er setze häufiger als andere Upbeats, um den Rhythmus abwechslungsreich zu gestalten. Sein Interesse gilt der Gitarre als Begleitinstrument zu Gesang und Tanz; in dieser Funktion strebt er nach Perfektion. Die Aussichten sieht er allerdings pessimistisch:

«Como el cante también está desvirtuao, pues la guitarra también se está desvirtuando en el accompañamiento.»

„Wie der Gesang künstlerisch verarmt, wird auch das begleitende Gitarrenspiel verarmen.“

Der Sänger und Gitarrist Pedro Peña Fernández, selbst ein ausgezeichneter Begleiter auf der Gitarre, zählt Manuel Morao zur Handvoll führender Begleit-Gitarristen seiner Epoche. Den Sänger Terremoto begleitete er bei den meisten seiner Auftritte.
Seine Diskografie umfasst mehr als sechzig Werke in unterschiedlichen Formaten, als Schallplatte oder CD. Er trat in neun Filmen und 35 Fernsehsendungen auf, insbesondere 1967 in Rito y Geografía del Cante.
Trotz seiner Erfolge in Córdoba und Jerez misst er Preisen keine große Bedeutung bei. Wettbewerbe seien generell manipuliert; in Córdoba habe schon vorher festgestanden, dass er den Preis bekommen würde. Man habe ihn eigens aufgefordert, am Wettbewerb teilzunehmen, damit man ihm den Preis verleihen könne.